# Mr. Jones Has a Card Party
«Mr. Jones Has a Card Party» — американский короткометражный комедийный фильм Дэвида Уорка Гриффита.

## Сюжет
Мистер Джонс после совершения своей последней выходки приложил огромные усилия, чтобы восстановить репутацию, которую он получил среди женщин Лиги умеренности. Миссис Джонс уезжает на съезд, который они организуют, а мистер Джонс отправляет Смиту записку, в которой просит его привести банду, которая устроит "молитвенное собрание". И вот банда прибывает...

## В ролях
| Актёр            | Роль         |
| ---------------- | ------------ |
| Джон Р. Кампсон  | мистер Джонс |
| Флоренс Лоуренс  | миссис Джонс |
| Линда Арвидсон   | служанка     |
| Флора Финч       | гость        |
| Роберт Херрон    |              |
| Анита Хендри     | гость        |
| Чарльз Инсли     | гость        |
| Артур В. Джонсон | гость        |
| Джини Макферсон  | гость        |
| Мак Сеннет       | гость        |